# Schmogrow-Fehrow
Schmogrow-Fehrow est une commune allemande de l'arrondissement de Spree-Neisse, Land de Brandebourg.

## Géographie
Schmogrow-Fehrow se situe dans la Basse-Lusace, dans la zone de peuplement traditionnelle des Sorabes. À Dissen en 1995 encore 28,9% de la population parlent le sorabe. À environ 700 mètres à l'est de Fehrow, la Malxe et le Hammergraben se rejoignent pour former le Großes Fließ, qui traverse le village à la limite sud en direction de l'ouest.
La commune comprend les quartiers de Schmogrow qui comprend le village de Saccasne et Fehrow.
| Byhleguhre-Byhlen | Schwielochsee    | Drachhausen     |
| Burg              | Schmogrow-Fehrow | Drachhausen     |
| Werben            | Guhrow Briesen   | Dissen-Striesow |

## Histoire
Fehrow est mentionné pour la première fois en 1362.
À Fehrow, un quart de la population parle le sorabe en 1995.
La commune de Schmogrow-Fehrow est née le 31 décembre 2001 de la fusion volontaire des communes auparavant indépendantes, Schmogrow et Fehrow.

## Personnalités liées à la commune
- David Traugott Kopf (1788–1855), pédagogue sorabe.
- Arthur Pech (1912-1980), homme politique est-allemand.

## Source
- (de) Cet article est partiellement ou en totalité issu de l’article de Wikipédia en allemand intitulé « Schmogrow-Fehrow » (voir la liste des auteurs).